# Tuckerboot (waterstof)
Een tuckerboot op waterstof is een boot voor 8 personen waarbij de stroom voor de elektromotor wordt opgewekt door een brandstofcel op waterstof. Op het moment varen er 2 waterstofboten in Hamburg. Het ontwerp is gebaseerd op de AMS Tuckerboot 675.

## Specificatie
Een boot 6.76 m lang, 2,44 m breed met een diepgang van 0,54 m, een waterstoftank voor 15 Nm ³ waterstof met twee 1,2 kW/24 V PEM brandstofcellen, een 24V/180Ah batterij, twee elektromotoren (672 W, 24 V, 28 A per stuk) voor 8 passagiers. De verwisselbare tanks worden hervuld op het waterstof-station op Hamburg Airport.